# Campionato europeo maschile di pallacanestro Under-18 2015
Il 32º Campionato europeo di pallacanestro maschile Under-18 (noto anche come FIBA Europe Under-18 Championship 2015) si è svolto a Volos, in Grecia, dal 23 luglio al 2 agosto 2015.

## Squadre partecipanti
- Bosnia ed Erzegovina
- Croazia
- Finlandia
- Francia
- Germania
- Grecia
- Italia
- Lettonia

- Lituania
- Rep. Ceca
- Montenegro
- Russia
- Serbia
- Spagna
- Turchia
- Ucraina

## Risultati

### Prima fase

#### Gruppo A
| Team         | Pt | V - P | PF - PS   | Dp  |
| ------------ | -- | ----- | --------- | --- |
| 1. Francia   | 6  | 3 - 0 | 215 - 143 | +72 |
| 2. Spagna    | 5  | 2 - 1 | 189 - 181 | +8  |
| 3. Rep. Ceca | 4  | 1 - 2 | 155 - 201 | -46 |
| 4. Ucraina   | 3  | 0 - 3 | 180 - 214 | -34 |

| Arbitri: | Spyridon Gontas Ivan Milicevic Christoph Rohacky |

|         |          |             |
| Vilà 16 | Punti    | 18 Loubaki  |
| Rico 5  | Assist   | 7 Ntilikina |
| Vilà 7  | Rimbalzi | 8 Gombauld  |

| Volos 23 luglio 2015, ore 19 UTC+1 | Rep. Ceca                                      | 68 – 65 (27-15, 15-25, 16-10, 10-15) referto | Ucraina | Portaria Hall (120 spett.)\| Arbitri: \| Tomasz Trawicki Luka Kardum Vilius Maciulaitis \| |
| Arbitri:                           | Tomasz Trawicki Luka Kardum Vilius Maciulaitis |                                              |         |                                                                                            |

| Volos 24 luglio 2015, ore 14.30 UTC+1 | Rep. Ceca                                | 38 – 75 (8-20, 13-20, 7-19, 10-16) referto | Francia | Portaria Hall (100 spett.)\| Arbitri: \| Dragan Neskovic Zafer Yilmaz Henri Hilke \| |
| Arbitri:                              | Dragan Neskovic Zafer Yilmaz Henri Hilke |                                            |         |                                                                                      |

| Volos 24 luglio 2015, ore 16.45 UTC+1 | Ucraina                                      | 68 – 70 (16-19, 16-15, 15-21, 21-15) referto | Spagna | Portaria Hall (350 spett.)\| Arbitri: \| Ivan Milicevic Nikolaos Somos Marek Kukelcik \| |
| Arbitri:                              | Ivan Milicevic Nikolaos Somos Marek Kukelcik |                                              |        |                                                                                          |

| Volos 25 luglio 2015, ore 14.30 UTC+1 | Spagna                                           | 61 – 49 (15-8, 17-15, 15-19, 14-7) referto | Rep. Ceca | Portaria Hall (150 spett.)\| Arbitri: \| Olegs Latisevs Dragan Neskovic Gennadi Ponomarev \| |
| Arbitri:                              | Olegs Latisevs Dragan Neskovic Gennadi Ponomarev |                                            |           |                                                                                              |

| Volos 25 luglio 2015, ore 16.45 UTC+1 | Ucraina                                   | 47 – 76 (5-21, 21-11, 6-25, 15-19) referto | Francia | Portaria Hall (100 spett.)\| Arbitri: \| Igor Dragojevic Ciprian Stoica Petr Hrusa \| |
| Arbitri:                              | Igor Dragojevic Ciprian Stoica Petr Hrusa |                                            |         |                                                                                       |

#### Gruppo B
| Team          | Pt | V - P | PF - PS   | Dp  |
| ------------- | -- | ----- | --------- | --- |
| 1. Germania   | 5  | 2 - 1 | 204 - 196 | +8  |
| 2. Serbia     | 5  | 2 - 1 | 194 - 175 | +19 |
| 3. Lettonia   | 4  | 1 - 2 | 210 - 212 | -2  |
| 4. Montenegro | 4  | 1 - 2 | 171 - 196 | -25 |

| Volos 23 luglio 2015, ore 16.45 UTC+1 | Montenegro                                   | 61 – 70 (16-17, 15-16, 14-12, 16-25) referto | Lettonia | Portaria Hall (100 spett.)\| Arbitri: \| Manuel Mazzoni Nikolaos Somos Marek Kukelcik \| |
| Arbitri:                              | Manuel Mazzoni Nikolaos Somos Marek Kukelcik |                                              |          |                                                                                          |

| Volos 23 luglio 2015, ore 21.15 UTC+1 | Serbia                                | 56 – 65 (16-18, 11-13, 16-20, 13-14) referto | Germania | Portaria Hall (150 spett.)\| Arbitri: \| David Romano Zafer Yilmaz Henri Hilke \| |
| Arbitri:                              | David Romano Zafer Yilmaz Henri Hilke |                                              |          |                                                                                   |

| Volos 24 luglio 2015, ore 19.00 UTC+1 | Germania                                   | 55 – 64 (11-10, 16-17, 18-13, 10-24) referto | Montenegro | Portaria Hall (600 spett.)\| Arbitri: \| Milan Brziak Luka Kardum Gennadi Ponomarev \| |
| Arbitri:                              | Milan Brziak Luka Kardum Gennadi Ponomarev |                                              |            |                                                                                        |

| Volos 24 luglio 2015, ore 21.15 UTC+1 | Lettonia                                     | 64 – 67 (15-19, 16-15, 20-14, 13-19) referto | Serbia | Portaria Hall (80 spett.)\| Arbitri: \| Spyridon Gontas Ciprian Stoica Rain Peerandi \| |
| Arbitri:                              | Spyridon Gontas Ciprian Stoica Rain Peerandi |                                              |        |                                                                                         |

| Volos 25 luglio 2015, ore 19.00 UTC+1 | Serbia                                  | 71 – 46 (24-12, 8-8, 17-18, 22-8) referto | Montenegro | Portaria Hall (500 spett.)\| Arbitri: \| Manuel Mazzoni Zafer Yilmaz Yohan Rosso \| |
| Arbitri:                              | Manuel Mazzoni Zafer Yilmaz Yohan Rosso |                                           |            |                                                                                     |

| Volos 25 luglio 2015, ore 21.15 UTC+1 | Lettonia                                         | 76 – 84 (12-25, 26-20, 18-21, 20-18) referto | Germania | Portaria Hall (90 spett.)\| Arbitri: \| Ivan Milicevic Nikolaos Somos Vilius Maciulaitis \| |
| Arbitri:                              | Ivan Milicevic Nikolaos Somos Vilius Maciulaitis |                                              |          |                                                                                             |

#### Gruppo C
| Team         | Pt | V - P | PF - PS   | Dp  |
| ------------ | -- | ----- | --------- | --- |
| 1. Turchia   | 6  | 3 - 0 | 209 - 169 | +40 |
| 2. Italia    | 5  | 2 - 1 | 183 - 171 | +12 |
| 3. Russia    | 4  | 1 - 2 | 201 - 205 | -4  |
| 4. Finlandia | 3  | 0 - 3 | 193 - 241 | -48 |

| Volos 23 luglio 2015, ore 14.30 UTC+1 | Finlandia                                               | 62 – 89 (12-20, 17-30, 14-25, 19-14) referto | Russia | Nea Ionia Hall (150 spett.)\| Arbitri: \| Igor Dragojevic Ciprian Stoica Julio Cesar Anaya Freile \| |
| Arbitri:                              | Igor Dragojevic Ciprian Stoica Julio Cesar Anaya Freile |                                              |        | |

| Volos 23 luglio 2015, ore 19.00 UTC+1 | Italia                                       | 48 – 49 (11-14, 13-16, 12-12, 12-7) referto | Turchia | Nea Ionia Hall (700 spett.)\| Arbitri: \| Olegs Latisevs Dragan Neskovic Rain Peerandi \| |
| Arbitri:                              | Olegs Latisevs Dragan Neskovic Rain Peerandi |                                             |         |                                                                                           |

| Volos 24 luglio 2015, ore 14.30 UTC+1 | Turchia                                         | 80 – 63 (24-14, 21-23, 20-14, 15-12) referto | Finlandia | Nea Ionia Hall (100 spett.)\| Arbitri: \| Borys Ryzhyk Tomasz Trawicki Vilius Maciulaitis \| |
| Arbitri:                              | Borys Ryzhyk Tomasz Trawicki Vilius Maciulaitis |                                              |           |                                                                                              |

| Volos 24 luglio 2015, ore 16.45 UTC+1 | Russia                              | 54 – 63 (4-15, 21-13, 13-24, 16-11) referto | Italia | Nea Ionia Hall (150 spett.)\| Arbitri: \| David Romano Petr Hrusa Yohan Rosso \| |
| Arbitri:                              | David Romano Petr Hrusa Yohan Rosso |                                             |        |                                                                                  |

| Volos 25 luglio 2015, ore 14.30 UTC+1 | Russia                                   | 58 – 80 (16-20, 19-10, 5-35, 18-15) referto | Turchia | Nea Ionia Hall (100 spett.)\| Arbitri: \| Vicente Bulto Luka Kardum Marek Kukelcik \| |
| Arbitri:                              | Vicente Bulto Luka Kardum Marek Kukelcik |                                             |         |                                                                                       |

| Volos 25 luglio 2015, ore 16.45 UTC+1 | Italia                                          | 72 – 68 (19-13, 10-16, 19-22, 24-17) referto | Finlandia | Nea Ionia Hall (200 spett.)\| Arbitri: \| Spyridon Gontas Christoph Rohacky Rain Peerandi \| |
| Arbitri:                              | Spyridon Gontas Christoph Rohacky Rain Peerandi |                                              |           |                                                                                              |

#### Gruppo D
| Team                    | Pt | V - P | PF - PS   | Dp  |
| ----------------------- | -- | ----- | --------- | --- |
| 1. Lituania             | 6  | 3 - 0 | 215 - 180 | +35 |
| 2. Grecia               | 4  | 1 - 2 | 187 - 171 | +16 |
| 3. Bosnia ed Erzegovina | 4  | 1 - 2 | 186 - 209 | -23 |
| 4. Croazia              | 4  | 1 - 2 | 184 - 212 | -28 |

| Volos 23 luglio 2015, ore 16.45 UTC+1 | Bosnia ed Erzegovina                         | 50 – 73 (17-23, 14-16, 7-16, 12-18) referto | Lituania | Nea Ionia Hall (150 spett.)\| Arbitri: \| Vicente Bulto Milan Brziak Gennadi Ponomarev \| |
| Arbitri:                              | Vicente Bulto Milan Brziak Gennadi Ponomarev |                                             |          |                                                                                           |

| Volos 23 luglio 2015, ore 21.15 UTC+1 | Grecia                              | 64 – 41 (18-7, 20-16, 20-10, 6-8) referto | Croazia | Nea Ionia Hall (1400 spett.)\| Arbitri: \| Borys Ryzhyk Yohan Rosso Petr Hrusa \| |
| Arbitri:                              | Borys Ryzhyk Yohan Rosso Petr Hrusa |                                           |         |                                                                                   |

| Volos 24 luglio 2015, ore 19-00 UTC+1 | Croazia                                                | 77 – 76 (11-24, 18-23, 23-15, 25-14) referto | Bosnia ed Erzegovina | Nea Ionia Hall (100 spett.)\| Arbitri: \| Olegs Latisevs Manuel Mazzoni Julio Cesar Anaya Freile \| |
| Arbitri:                              | Olegs Latisevs Manuel Mazzoni Julio Cesar Anaya Freile |                                              |                      | |

| Volos 24 luglio 2015, ore 21.15 UTC+1 | Lituania                                        | 70 – 64 (10-16, 22-20, 16-10, 22-18) referto | Grecia | Nea Ionia Hall (1750 spett.)\| Arbitri: \| Vicente Bulto Igor Dragojevic Christoph Rohacky \| |
| Arbitri:                              | Vicente Bulto Igor Dragojevic Christoph Rohacky |                                              |        |                                                                                               |

| Volos 25 luglio 2015, ore 19.00 UTC+1 | Lituania                              | 72 – 66 (13-19, 21-13, 25-21, 13-13) referto | Croazia | Nea Ionia Hall (150 spett.)\| Arbitri: \| Borys Ryzhyk Milan Brziak Henri Hilke \| |
| Arbitri:                              | Borys Ryzhyk Milan Brziak Henri Hilke |                                              |         |                                                                                    |

| Volos 25 luglio 2015, ore 21.15 UTC+1 | Grecia                                                | 59 – 60 (13-8, 19-22, 19-12, 8-18) referto | Bosnia ed Erzegovina | Nea Ionia Hall (1500 spett.)\| Arbitri: \| Tomasz Trawicki David Romano Julio Cesar Anaya Freile \| |
| Arbitri:                              | Tomasz Trawicki David Romano Julio Cesar Anaya Freile |                                            |                      | |

### Seconda fase

#### Gruppo E
| Team         | Pt | V - P | PF - PS   | Dp   |
| ------------ | -- | ----- | --------- | ---- |
| 1. Francia   | 9  | 4 - 1 | 383 - 307 | +76  |
| 2. Spagna    | 8  | 3 - 2 | 342 - 323 | +19  |
| 3. Germania  | 8  | 3 - 2 | 370 - 344 | +26  |
| 4. Serbia    | 8  | 3 - 2 | 346 - 334 | +12  |
| 5. Lettonia  | 7  | 2 - 3 | 369 - 371 | -2   |
| 6. Rep. Ceca | 5  | 0 - 5 | 257 - 388 | -131 |

#### Gruppo F
| Team                    | Pt | V - P | PF - PS | Dp |
| ----------------------- | -- | ----- | ------- | -- |
| 1. Lituania             |    | 5     |         |    |
| 2. Turchia              |    | 5     |         |    |
| 3. Italia               |    | 5     |         |    |
| 4. Bosnia ed Erzegovina |    | 5     |         |    |
| 5. Grecia               |    | 5     |         |    |
| 6. Russia               |    | 5     |         |    |

### Turno di classificazione

#### Gruppo G
| Team          | Pt | V - P | PF - PS | Dp |
| ------------- | -- | ----- | ------- | -- |
| 1. Ucraina    |    | 3     |         |    |
| 2. Montenegro |    | 3     |         |    |
| 3. Finlandia  |    | 3     |         |    |
| 4. Croazia    |    | 3     |         |    |

## Fase a eliminazione diretta

### Tabellone principale
|  | Quarti di finale | Quarti di finale |                           |  | Semifinali | Semifinali |  |  | Finale        | Finale |
|  |                  |                  |                           |  |            |            |  |  |               |        |
|  | 31 luglio 2015   |                  |                           |  |            |            |  |  |               |        |
|  |                  |                  |                           |  |            |            |  |  |               |        |
|  |                  |                  |                           |  |            |            |  |  |               |        |
|  | 1º agosto 2015   |                  |                           |  |            |            |  |  |               |        |
|  |                  |                  |                           |  |            |            |  |  |               |        |
|  |                  |                  |                           |  |            |            |  |  |               |        |
|  | 31 luglio 2015   |                  |                           |  |            |            |  |  |               |        |
|  |                  |                  |                           |  |            |            |  |  |               |        |
|  |                  |                  |                           |  |            |            |  |  |               |        |
|  |                  |                  | 2 agosto 2015             |  |            |            |  |  |               |        |
|  |                  |                  |                           |  |            |            |  |  |               |        |
|  |                  |                  |                           |  |            |            |  |  |               |        |
|  | 31 luglio 2015   |                  |                           |  |            |            |  |  |               |        |
|  |                  |                  |                           |  |            |            |  |  |               |        |
|  |                  |                  |                           |  |            |            |  |  |               |        |
|  | 1º agosto 2015   |                  |                           |  |            |            |  |  |               |        |
|  |                  |                  |                           |  |            |            |  |  |               |        |
|  |                  |                  | Finale per il terzo posto |  |            |            |  |  |               |        |
|  | 31 luglio 2015   |                  |                           |  |            |            |  |  |               |        |
|  |                  |                  |                           |  |            |            |  |  |               |        |
|  |                  |                  |                           |  |            |            |  |  |               |        |
|  |                  |                  |                           |  |            |            |  |  |               |        |
|  |                  |                  |                           |  |            |            |  |  |               |        |
|  |                  |                  |                           |  |            |            |  |  |               |        |
|  |                  |                  |                           |  |            |            |  |  | 2 agosto 2015 |        |
|  |                  |                  |                           |  |            |            |  |  |               |        |

### Tabellone 5º-8º posto
|  | Semifinali 5º/8º posto | Semifinali 5º/8º posto | Semifinali 5º/8º posto |  |  | Finale 5º/6º posto | Finale 5º/6º posto | Finale 5º/6º posto |  |
|  |                        |                        |                        |  |  |                    |                    |                    |  |
|  |                        |                        |                        |  |  |                    |                    |                    |  |
|  |                        |                        |                        |  |  |                    |                    |                    |  |
|  |                        |                        |                        |  |  |                    |                    |                    |  |
|  |                        |                        |                        |  |  |                    |                    |                    |  |
|  |                        |                        |                        |  |  |                    |                    |                    |  |
|  |                        |                        |                        |  |  |                    |                    |                    |  |
|  |                        |                        |                        |  |  |                    |                    |                    |  |
|  |                        |                        |                        |  |  |                    |                    |                    |  |
|  |                        |                        |                        |  |  |                    |                    |                    |  |

### Tabellone 9º-16º posto
|  | Quarti di finale | Quarti di finale |                           |  | Semifinali | Semifinali |  |  | Finale        | Finale |
|  |                  |                  |                           |  |            |            |  |  |               |        |
|  | 1º agosto 2015   |                  |                           |  |            |            |  |  |               |        |
|  |                  |                  |                           |  |            |            |  |  |               |        |
|  |                  |                  |                           |  |            |            |  |  |               |        |
|  | 2 agosto 2015    |                  |                           |  |            |            |  |  |               |        |
|  |                  |                  |                           |  |            |            |  |  |               |        |
|  |                  |                  |                           |  |            |            |  |  |               |        |
|  | 1º agosto 2015   |                  |                           |  |            |            |  |  |               |        |
|  |                  |                  |                           |  |            |            |  |  |               |        |
|  |                  |                  |                           |  |            |            |  |  |               |        |
|  |                  |                  | 2 agosto 2015             |  |            |            |  |  |               |        |
|  |                  |                  |                           |  |            |            |  |  |               |        |
|  |                  |                  |                           |  |            |            |  |  |               |        |
|  | 1º agosto 2015   |                  |                           |  |            |            |  |  |               |        |
|  |                  |                  |                           |  |            |            |  |  |               |        |
|  |                  |                  |                           |  |            |            |  |  |               |        |
|  | 2 agosto 2015    |                  |                           |  |            |            |  |  |               |        |
|  |                  |                  |                           |  |            |            |  |  |               |        |
|  |                  |                  | Finale per il terzo posto |  |            |            |  |  |               |        |
|  | 1º agosto 2015   |                  |                           |  |            |            |  |  |               |        |
|  |                  |                  |                           |  |            |            |  |  |               |        |
|  |                  |                  |                           |  |            |            |  |  |               |        |
|  |                  |                  |                           |  |            |            |  |  |               |        |
|  |                  |                  |                           |  |            |            |  |  |               |        |
|  |                  |                  |                           |  |            |            |  |  |               |        |
|  |                  |                  |                           |  |            |            |  |  | 2 agosto 2015 |        |
|  |                  |                  |                           |  |            |            |  |  |               |        |

### Tabellone 13º-16º posto
|  | Semifinali 13º/16º posto | Semifinali 13º/16º posto | Semifinali 13º/16º posto |  |  | Finale 13º/14º posto | Finale 13º/14º posto | Finale 13º/14º posto |  |
|  |                          |                          |                          |  |  |                      |                      |                      |  |
|  |                          |                          |                          |  |  |                      |                      |                      |  |
|  |                          |                          |                          |  |  |                      |                      |                      |  |
|  |                          |                          |                          |  |  |                      |                      |                      |  |
|  |                          |                          |                          |  |  |                      |                      |                      |  |
|  |                          |                          |                          |  |  |                      |                      |                      |  |
|  |                          |                          |                          |  |  |                      |                      |                      |  |
|  |                          |                          |                          |  |  |                      |                      |                      |  |
|  |                          |                          |                          |  |  |                      |                      |                      |  |
|  |                          |                          |                          |  |  |                      |                      |                      |  |

## Classifica finale
| Campione d'Europa        | Campione d'Europa    | Campione d'Europa |
| ------------------------ | -------------------- | ----------------- |
| Grecia                   |                      |                   |
| Argento                  | Turchia              |                   |
| Bronzo                   | Lituania             |                   |
| 4.                       | Bosnia ed Erzegovina |                   |
| 5.                       | Serbia               |                   |
| 6.                       | Francia              |                   |
| 7.                       | Spagna               |                   |
| 8.                       | Germania             |                   |
| 9.                       | Russia               |                   |
| 10.                      | Lettonia             |                   |
| 11.                      | Italia               |                   |
| 12.                      | Croazia              |                   |
| 13.                      | Finlandia            |                   |
| Retrocesse in Division B |                      |                   |
| 14.                      | Montenegro           |                   |
| 15.                      | Ucraina              |                   |
| 16.                      | Rep. Ceca            |                   |